# 고양신일초등학교
고양신일초등학교(高陽新一初等學校)는 대한민국 경기도 고양시에 있는 공립 초등학교다.

## 학교 연혁
- 1994년 2월 28일 신일국민학교 36학급 인가
- 1994년 6월 1일 개교
- 1996년 3월 1일 고양신일초등학교로 개칭

## 참고 자료
- 고양신일초등학교 - 한국교육학술정보원 학교알리미